# Президентские выборы в США (2012)
Президентские выборы в США 2012 года прошли 6 ноября и стали 57-ми выборами президента США. Победу на выборах одержал кандидат от Демократической партии, президент Барак Обама. Его основным оппонентом был кандидат от Республиканской партии, бывший губернатор штата Массачусетс Митт Ромни. За Обаму проголосовали 51,0 % избирателей, в то время как за Ромни проголосовали 47,2 % избирателей. В голосовании приняли участие 129,1 миллионов избирателей.
Согласно социологическим опросам, во время президентской кампании главным предметом беспокойства избирателей было состояние экономики, особенно проблема безработицы.

## Изменение коллегии выборщиков

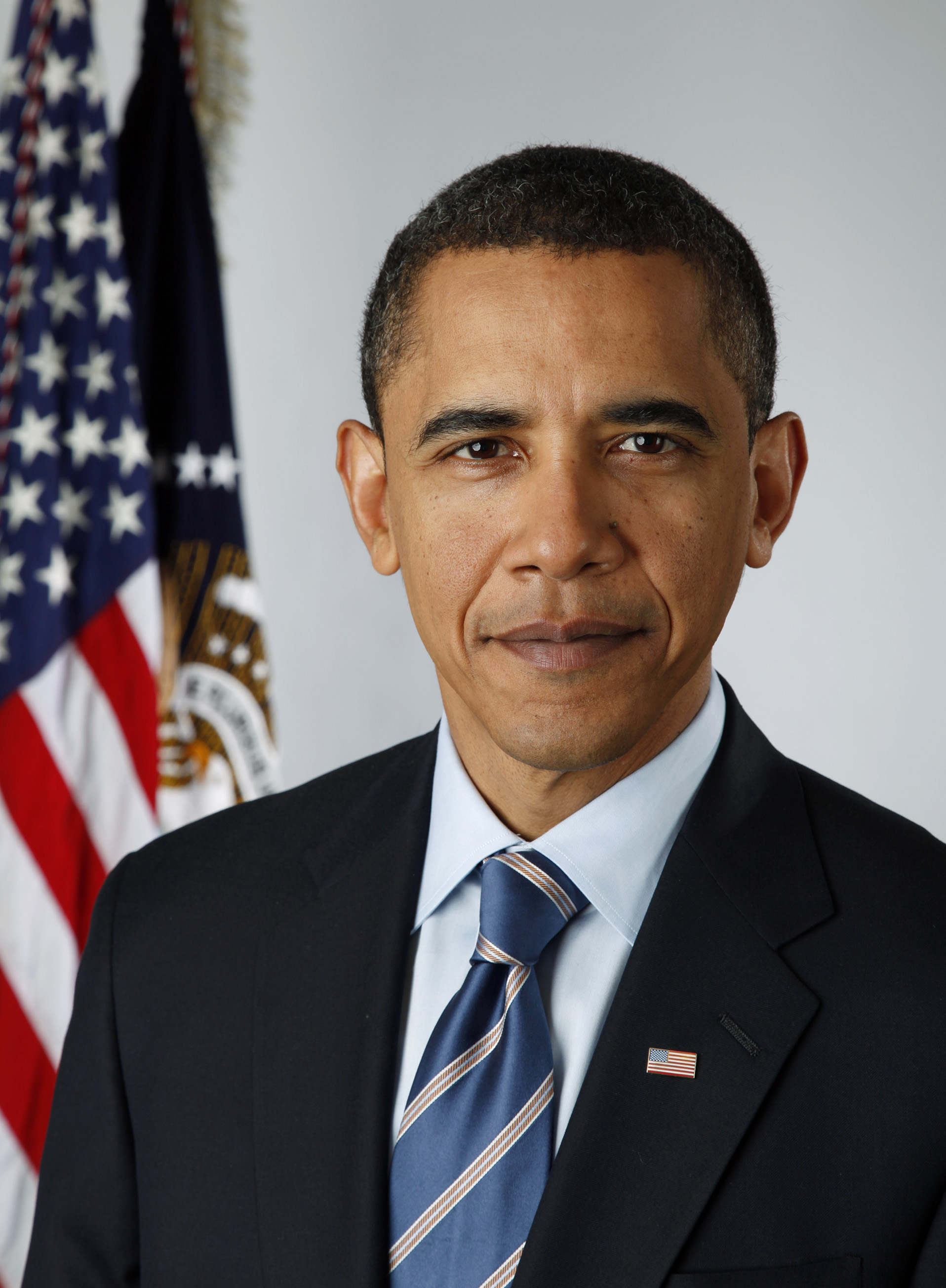
Президент Барак Обама, избранный в 2012 году на второй срок

Для подсчёта количества выборщиков от отдельных штатов в США каждые 10 лет проводится перепись населения. Перепись населения 2010 года стала основой для распределения 538 голосов между штатами. Это распределение действительно на президентских выборах 2012, 2016 и 2020 годов.
В целом штаты, голосовавшие за Демократическую партию на трёх последних выборах, потеряли выборщиков, а прореспубликанские штаты, наоборот, увеличили их количество.
| Демократические штаты (на выборах 2000, 2004, 2008 годов) - Иллинойс − 1 голос - Массачусетс − 1 голос - Мичиган − 1 голос - Нью-Джерси − 1 голос - Нью-Йорк − 2 голоса - Пенсильвания − 1 голос - Вашингтон + 1 голос | Республиканские штаты (на выборах 2000, 2004, 2008 годов) - Аризона + 1 голос - Джорджия + 1 голос - Луизиана − 1 голос - Южная Каролина + 1 голос - Техас + 4 голоса - Юта + 1 голос | Колеблющиеся штаты - Флорида + 2 голоса - Айова − 1 голос - Миссури − 1 голос - Невада + 1 голос - Огайо − 2 голоса |

350px]]|Карта США с указанием количества выборщиков от каждого штата, действующая с 2012 по 2020 годы.
выборами 2008 года]]. Синим цветом указаны штаты, увеличившие число выборщиков, серым — с оставшимся прежним, оранжевым — штаты, потерявшие выборщиков.

## Кандидаты

### Демократическая партия

Логотип Демократической партии

- Логотип Демократической партииБарак Обама — президент США, объявил 4 апреля 2011 года о выдвижении своей кандидатуры от штата Иллинойс[3][4].

| Барак Обама           | Джо Байден                 |
| --------------------- | -------------------------- |
| Кандидат в президенты | Кандидат в вице-президенты |
|                       |                            |
|                       |                            |

### Республиканская партия
Кандидат от партии:

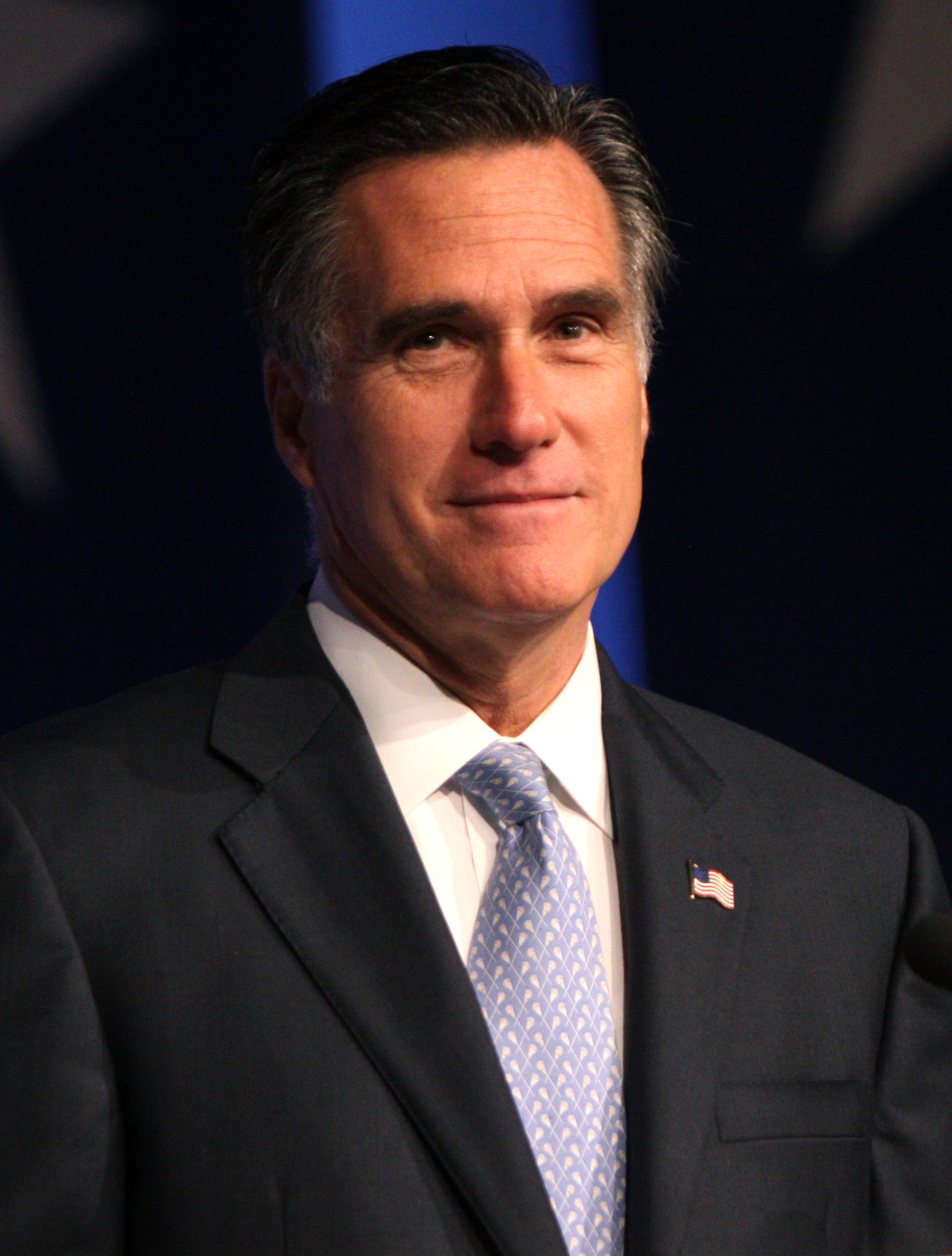
Митт Ромни

- Митт Ромни — бывший губернатор штата Массачусетс

Другие претенденты, дошедшие до конца праймериз:
- Рон Пол — конгрессмен от штата Техас
- Фред Кергер — активист, Калифорния

Отказались от выдвижения:
- Мишель Бахман — член Палаты представителей от штата Миннесота[5]
- Херман Кейн — бывший глава сети пиццерий Godfather's Pizza
- Ньют Гингрич — экс-спикер конгресса от штата Джорджия[6]
- Рик Санторум — бывший сенатор от штата Пенсильвания
- Джон Хантсмен — бывший губернатор штата Юта
- Рик Перри — губернатор штата Техас
- Гэри Джонсон — бывший губернатор штата Нью-Мексико
- Тадеус МакКоттера — конгрессмен

### Прочие кандидаты
Лишь две партии, выдвинувшие кандидатов, имели возможность набрать достаточное количество голосов выборщиков, чтобы обеспечить победу своего кандидата (требуется 270 голосов выборщиков). Это связано с тем, что согласно Конституции США каждый штат имеет собственное избирательное законодательство и соответственно разные критерии включения кандидатов в бюллетени для голосования. Таким образом, каждой партии или кандидату требуется обеспечить попадание в бюллетень в каждом отдельном штате, чего многие партии или кандидаты обеспечить не могут. В некоторых штатах в бюллетень возможно вписывать своего кандидата, а не голосовать за имеющийся список, так что потенциальная возможность избраться есть у человека, даже не включённого в список.
Кандидаты, потенциально имевшие шансы на победу (набрать более 270 голосов выборщиков)
В скобках после имени кандидата указано максимально возможное количество выборщиков, имеющих возможность проголосовать за кандидата.
- Гэри Джонсон (492) — кандидат от Либертарианской партии (вышел из Республиканской партии)[7]
- Джилл Стайн (428) — кандидат от Партии зелёных.

Кандидаты, гипотетически способные набрать более 270 голосов выборщиков за счёт свободной графы
Кандидаты, присутствующие в бюллетенях для голосования в нескольких штатах, а также указанные как кандидаты, которых можно вписать в бюллетень. В скобках после имени кандидата указано максимально возможное количество выборщиков, имеющих возможность проголосовать за кандидата (без учёта свободной графы), а также количество штатов, в которых он указан как кандидат, которого избиратель может вписать в бюллетень.
- Вёрджил Гуд (253 выборщика, 7 штатов) — Конституционная партия[8];
- Роки Андерсон (152 выборщика, 14 штатов и округ Колумбия) — Партия справедливости (Justice Party)[9].

## Результаты
По итогам подсчёта голосов уверенно победил демократ Барак Обама. Он переизбран президентом США на второй срок.
17 декабря 2012 года коллегия выборщиков переизбрала Барака Обаму и Джо Байдена в качестве президента и вице-президента США. Обама с Байденом набрали 332 голоса выборщиков, а их соперники от Республиканской партии Митт Ромни с Полом Райаном — 206 голосов.
4 января 2013 года Конгресс США утвердил результаты голосования выборщиков.
В соответствии с официальным отчётом Федеральной избирательной комиссии, голоса избирателей и выборщиков распределились следующим образом:
| Кандидат      | Голосов выборщиков | %    | Голосов избирателей | %     |
| ------------- | ------------------ | ---- | ------------------- | ----- |
| Барак Обама   | 332                | 61,7 | 65 915 796          | 51,06 |
| Митт Ромни    | 206                | 38,3 | 60 933 500          | 47,20 |
| Гэри Джонсон  | 0                  | 0    | 1 275 971           | 0,99  |
| Джилл Стайн   | 0                  | 0    | 469 628             | 0,36  |
| Вёрджил Гуд   | 0                  | 0    | 122 388             | 0,09  |
| Розанна Барр  | 0                  | 0    | 67 326              | 0,05  |
| Роки Андерсон | 0                  | 0    | 43 018              | 0,03  |
| Том Хефлинг   | 0                  | 0    | 40 628              | 0,03  |
| Другие        | 0                  | 0    | 217 148             | 0,17  |
| Всего         | 538                | 100  | 129 085 403         | 100   |

### Данные по штатам
| Штат                       | Выборщиков | Обама      | Ромни      | Остальные | Всего       |
| -------------------------- | ---------- | ---------- | ---------- | --------- | ----------- |
| Айдахо                     | 4          | 212 787    | 420 911    | 18 576    | 652 274     |
| Айова                      | 6          | 822 544    | 730 617    | 29 019    | 1 582 180   |
| Алабама                    | 9          | 795 696    | 1 255 925  | 22 717    | 2 074 338   |
| Аляска                     | 3          | 122 640    | 164 676    | 13 179    | 300 495     |
| Аризона                    | 11         | 1 025 232  | 1 233 654  | 40 368    | 2 299 254   |
| Арканзас                   | 6          | 394 409    | 647 744    | 27 315    | 1 069 468   |
| Вайоминг                   | 3          | 69 286     | 170 962    | 8 813     | 249 061     |
| Вашингтон                  | 12         | 1 755 396  | 1 290 670  | 79 450    | 3 125 516   |
| Вермонт                    | 3          | 199 239    | 92 698     | 7 353     | 299 290     |
| Виргиния                   | 13         | 1 971 820  | 1 822 522  | 60 147    | 3 854 489   |
| Висконсин                  | 10         | 1 620 985  | 1 407 966  | 39 483    | 3 068 434   |
| Гавайи                     | 4          | 306 658    | 121 015    | 7 024     | 434 697     |
| Делавэр                    | 3          | 242 584    | 165 484    | 5 853     | 413 921     |
| Джорджия                   | 16         | 1 773 827  | 2 078 688  | 47 535    | 3 900 050   |
| Западная Виргиния          | 5          | 238 269    | 417 655    | 14 514    | 670 438     |
| Иллинойс                   | 20         | 3 019 512  | 2 135 216  | 87 286    | 5 242 014   |
| Индиана                    | 11         | 1 152 887  | 1 420 543  | 51 104    | 2 624 534   |
| Калифорния                 | 55         | 7 854 285  | 4 839 958  | 344 304   | 13 038 547  |
| Канзас                     | 6          | 440 726    | 692 634    | 26 611    | 1 159 971   |
| Кентукки                   | 8          | 679 370    | 1 087 190  | 30 652    | 1 797 212   |
| Колорадо                   | 9          | 1 323 102  | 1 185 243  | 61 177    | 2 569 522   |
| Коннектикут                | 7          | 905 083    | 634 892    | 18 985    | 1 558 960   |
| Луизиана                   | 8          | 809 141    | 1 152 262  | 32 662    | 1 994 065   |
| Массачусетс                | 11         | 1 921 290  | 1 188 314  | 58 163    | 3 167 767   |
| Миннесота                  | 10         | 1 546 167  | 1 320 225  | 70 169    | 2 936 561   |
| Миссисипи                  | 6          | 562 949    | 710 746    | 11 889    | 1 285 584   |
| Миссури                    | 10         | 1 223 796  | 1 482 440  | 51 087    | 2 757 323   |
| Мичиган                    | 16         | 2 564 569  | 2 115 256  | 51 136    | 4 730 961   |
| Монтана                    | 3          | 201 839    | 267 928    | 14 281    | 484 048     |
| Мэн                        | 4          | 401 306    | 292 276    | 19 598    | 713 180     |
| Мэриленд                   | 10         | 1 677 844  | 971 869    | 57 614    | 2 707 327   |
| Небраска                   | 5          | 302 081    | 475 064    | 17 234    | 794 379     |
| Невада                     | 6          | 531 373    | 463 567    | 19 978    | 1 014 918   |
| Нью-Гэмпшир                | 4          | 369 561    | 329 918    | 11 493    | 710 972     |
| Нью-Джерси                 | 14         | 2 125 101  | 1 477 568  | 37 623    | 3 640 292   |
| Нью-Йорк                   | 29         | 4 485 741  | 2 490 431  | 104 987   | 7 081 159   |
| Нью-Мексико                | 5          | 415 335    | 335 788    | 32 635    | 783 758     |
| Огайо                      | 18         | 2 827 710  | 2 661 433  | 91 697    | 5 580 840   |
| Оклахома                   | 7          | 443 547    | 891 325    | -         | 1 334 872   |
| Орегон                     | 7          | 970 488    | 754 175    | 64 607    | 1 789 270   |
| Пенсильвания               | 20         | 2 990 274  | 2 680 434  | 82 962    | 5 753 670   |
| Род-Айленд                 | 4          | 279 677    | 157 204    | 9 168     | 446 049     |
| Северная Дакота            | 3          | 124 827    | 188 163    | 9 637     | 322 627     |
| Северная Каролина          | 15         | 2 178 391  | 2 270 395  | 56 586    | 4 505 372   |
| Теннесси                   | 11         | 960 709    | 1 462 330  | 35 538    | 2 458 577   |
| Техас                      | 38         | 3 308 124  | 4 569 843  | 115 884   | 7 993 851   |
| Федеральный округ Колумбия | 3          | 267 070    | 21 381     | 5 313     | 293 764     |
| Флорида                    | 29         | 4 237 756  | 4 163 447  | 72 976    | 8 474 179   |
| Южная Дакота               | 3          | 145 039    | 210 610    | 8 166     | 363 815     |
| Южная Каролина             | 9          | 865 941    | 1 071 645  | 26 532    | 1 964 118   |
| Юта                        | 6          | 251 813    | 740 600    | 25 027    | 1 017 440   |
| ИТОГО                      | 538        | 65 915 796 | 60 933 500 | 2 236 107 | 129 085 403 |

## Интересные факты
В IV квартале 2012 года американская экономика после роста в 3,1 % годовых в III квартале показала падение — рост на 0,1 % в IV квартале. Как отмечает «Газета. Ру», статистика ВВП показывает, что администрация Барака Обамы форсировала федеральные расходы в III квартале (вклад в прирост ВВП — 0,7 % из 3,1 %, примерно четверть), а в IV квартале компенсировала этот скачок сокращением (вклад в прирост ВВП — минус 1,25 %): только динамикой федеральных расходов объясняется 2/3 неожиданной разницы III и IV кварталов. Таким образом Обама обеспечил себе благоприятную последнюю статистику ВВП перед выборами.